# Qanāt-e Zangal
Qanāt-e Zangal är en ort i Iran.   Den ligger i provinsen Kerman, i den sydöstra delen av landet, 900 km sydost om huvudstaden Teheran. Qanāt-e Zangal ligger 2 809 meter över havet och antalet invånare är 118.
Terrängen runt Qanāt-e Zangal är kuperad.Runt Qanāt-e Zangal är det glesbefolkat, med 17 invånare per kvadratkilometer. Närmaste större samhälle är Darb-e Behesht, 4,7 km öster om Qanāt-e Zangal. Trakten runt Qanāt-e Zangal är ofruktbar med lite eller ingen växtlighet.